# François Asselineau
François Asselineau (Párizs, 1957. szeptember 14. –) francia köztisztviselő és politikus.
Asslineau a Rassemblement pour la France (RPF) és az Union pour un Mouvement populaire (UMP) szervezetben tevékenykedett, mielőtt 2007-ben megalapította saját pártját, az Union populaire républicaine-t (UPR). A párt támogatja Franciaország kilépését az EU-ból, az eurózónából és a NATO-ból.
2017-ben indult az elnökválasztáson, ahol az első fordulóban 0,92 százalékot kapott.
François Asselineau a HEC Paris-ban és az ENA-ban tanult.